# Ан Чхаллим
Ан Чхаллим (кор. 안창림?, 安昌林?, род. 2 марта 1994, Киото) — южнокорейский дзюдоист, чемпион мира и Азии.

## Биография
Родился в 1994 году в Киото (Япония) в семье выходцев из Кореи. С детства изучал дзюдо, будучи студентом университета Цукуба даже стал в 2013 году чемпионом Японии среди студентов, однако из-за отсутствия японского гражданства не мог принимать участия в международных соревнованиях.
С 2014 года начал выступать за Республику Корея, став чемпионом мира среди юниоров. Перейдя во взрослую категорию, в 2015 году выиграл чемпионат Азии и завоевал бронзовую медаль чемпионата мира, а также стал чемпионом Универсиады. В 2017 году завоевал бронзовые медали чемпионата мира в личном и командном первенствах. В 2018 году стал чемпионом мира и серебряным призёром Азиатских игр.